# Francisco Rule
Francisco Rule (Camborne, Inglaterra, 1835 - 24 de junio de 1925) fue un empresario, minero y accionista británico. Impulsó la actividad minera de Pachuca de Soto y el estado de Hidalgo y transformó la ciudad con la construcción de numerosos edificios que se ubican en el centro histórico de Pachuca de Soto.

## Biografía

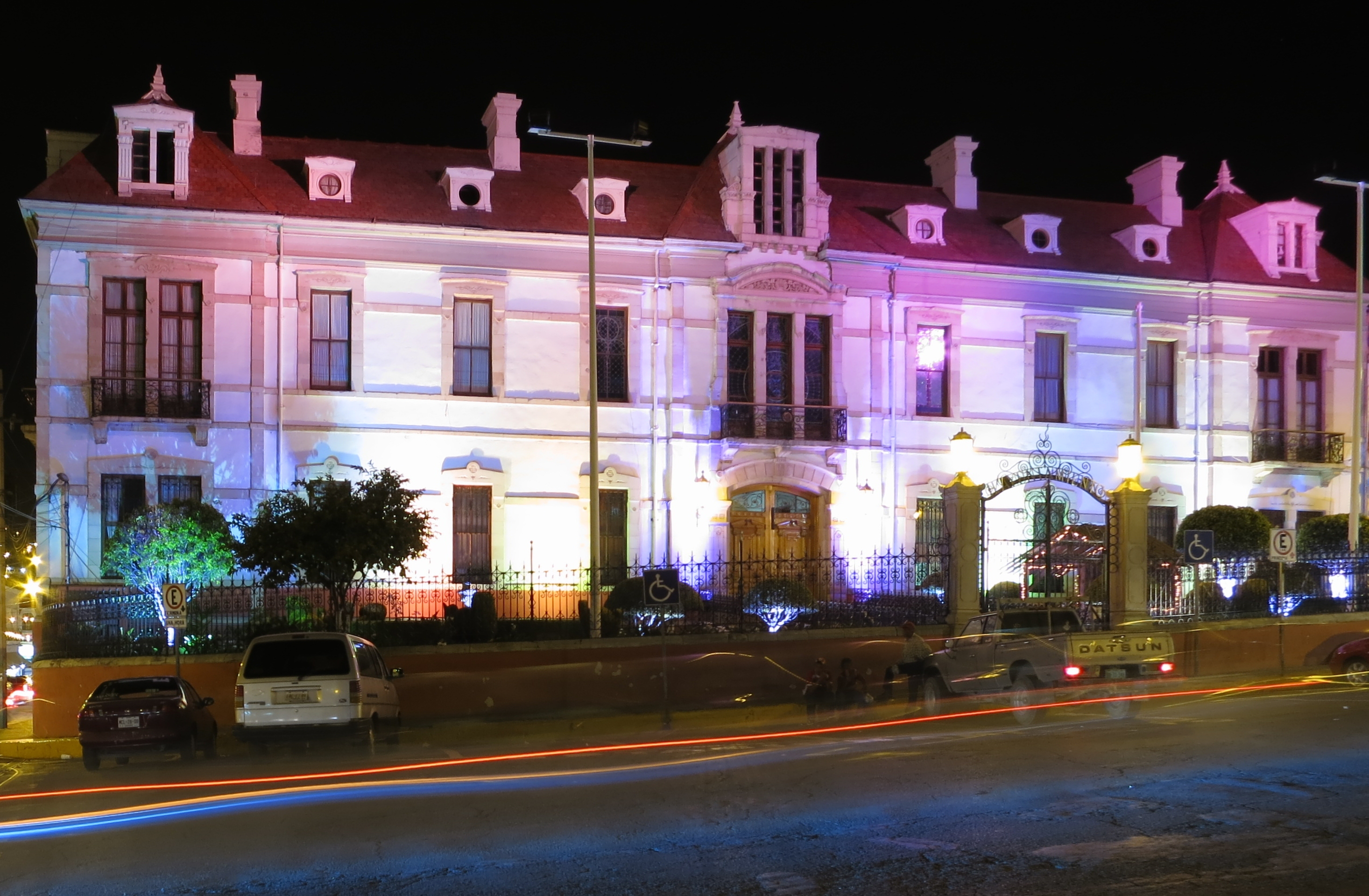
Casa Rule, actual Palacio Municipal de Pachuca.

Hijo de John y Anne Rule Mayne. A la edad de 17 años Rule emigró a México en 1852, parte de la emigración de obreros y profesionales de la región de Cornualles Inglaterra que tuvo lugar a finales del siglo XIX. Rule comenzó a trabajar en una mina de Real del Monte ubicada en el estado de Hidalgo. Poco después de que comenzara la prospección de minas abandonadas. Se le atribuye el descubrimiento de la mina de Santa Gertrudis y persuadió a sus compañeros William Stoneman de Camborne y Christopher Ludlow de unirse a él en una empresa minera en 1875.
El éxito de la minería siguió y finalmente se convirtió en el dueño de la mina de Real del Monte en Hidalgo, México, que lo llevaría a ser un empresario muy exitoso en México Construyó una gran fortuna personal y era conocido como El Rey de la Plata. Se consideraba como uno de los expertos sobre el sector minero en México, y su opinión tenía efectos en los precios de las acciones mineras[cita requerida].

## Vida privada
Tuvo un total de 14 niños de dos matrimonios. Se casó con su primera esposa, Mary Hoskings, en Camborne en diciembre de 1864, después de regresar con ella a México. Su esposa Mary murió en 1910 en Pachuca (un monumento elaborado fue erigido para ella en el Panteón de los Ingleses en Real del Monte), y se casó de nuevo,  con mujer mexicana llamada María Cárdenas. Sus propiedades incluyen una enorme casa en Pachuca, llamada la casa Rule, una residencia francesa de estilo renacentista, donde ahora se albergan las oficinas del gobierno local. Otras numerosas propiedades estaban esparcidas por México, incluyendo una casa en la Ciudad de México y ocho haciendas de Hidalgo y Querétaro que incluía el famoso Galindo. En 1900 cerca de 17 familiares y amigos fueron invitados a México con todos los gastos pagados, para celebrar su 65 cumpleaños. Cuando llegaron a México, viajaron en un coche especial del ferrocarril entre Ciudad de México y Pachuca, que fue preparado exclusivamente para su familia.

### Influencias e inversiones
Fue tesorero del equipo Pachuca de cricket en 1884 que posteriormente formaría parte de la coalición de equipos deportivos que fundarían al club Pachuca. Además financió la construcción de varios edificios públicos, incluyendo el templo metodista, el Hotel de los Baños, el Gran Hotel Grenfell, el Banco Rule y el reloj monumental erigido en la actual plaza Independencia.